# Campylomyces heimii
Campylomyces heimii är en svampart som först beskrevs av Malençon, och fick sitt nu gällande namn av Nakasone 2004. Campylomyces heimii ingår i släktet Campylomyces och familjen Gloeophyllaceae.   Inga underarter finns listade i Catalogue of Life.